# حکیم واریک
حکیم واریک (به انگلیسی: Hakim Warrick) (زاده ۸ ژوئیه ۱۹۸۲) بسکتبالیست حرفه‌ای اهل فیلادلفیا، که در پست فروارد قدرتی برای تیم فینکس سانز بازی می‌کند.
او در سال ۲۰۰۵ در رتبه ۱۹ در قرعه‌کشی سالیانه ان بی ای به تیم ممفیس گریزلیز تعلق گرفت.